# Xã Madison, Quận Clark, Missouri
Xã Madison (tiếng Anh: Madison Township) là một xã thuộc quận Clark, tiểu bang Missouri, Hoa Kỳ. Năm 2010, dân số của xã này là 763 người.